# Orthoprosopa multicolor
Orthoprosopa multicolor är en tvåvingeart som först beskrevs av Ferguson 1926.  Orthoprosopa multicolor ingår i släktet Orthoprosopa och familjen blomflugor. Inga underarter finns listade i Catalogue of Life.